# Musikzug Hirschau
Der Musikzug Hirschau ist ein Orchester aus dem oberpfälzischen Hirschau mit über 60 Mitgliedern. Es besteht auch eine Majorettengruppe.

## Geschichte
Zum ersten Mal in Erscheinung trat der „Fanfarenzug der Kolpingsfamilie“, der Vorläufer des Musikzugs, am 1. Mai 1952 bei einem Auftritt am Hirschauer Marktplatz. Der Kaplan Jakob Wolfsteiner hatte den Anstoß dazu gegeben und den 20-jährigen Josef Uschold gebeten einen Fanfarenzug aufzubauen. Uschold leitete den Musikzug anschließend 35 Jahre.
Im Mai 1967 präsentierte sich der „Spielmannszug der Kolpingsfamilie“ zum ersten Mal in einer blauen Heroldstracht, die seitdem das äußere Erscheinungsbild der Kapelle prägt. Zuvor traten die Musiker in schwarzer Hose und weißem Hemd, der Uniform der Kolpingjugend, auf. Seit dem Jahr 1973 durften auch Mädchen Mitglieder des Musikzuges werden. 1975 gastierte der Musikzug bei der Steuben-Parade in New York. Seit 1976 ist der Musikzug beim Rosenmontagszug in Düsseldorf vertreten.
Im Jahre 1987 trat Werner Stein die Nachfolge von Josef Uschold als Vorstand des Musikzuges an. Im April 2013 übergab er den Vorsitz an seinen Sohn Maximilian Stein.
Die musikalische Leitung vom Gründer und damaligen Vorsitzendem übernahm 1974 Peter Feldmeier, Musiklehrer am Max-Reger-Gymnasium in Amberg. Von 1989 bis 2003 führte Anton Lottner den Musikzug. Im Jahr 2004 übernahm Zlatko Stricic, ein junger kroatischer Dirigent, die musikalische Leitung. 2005 wurde er von Annette Pruy-Semsch aus dem eigenen Vereinsnachwuchs abgelöst. Seit 2017 liegt die musikalische Leitung bei Wolfgang Vögele.
Der Musikzug unterhält Partnerschaften mit der Gemeinde Zwota und mit der Knabenmusik St. Gallen (Schweiz). Die erste Partnerschaft war 1972 mit dem Kolping-Blasorchester Emsdetten geschlossen worden.

### Majoretten
Inspiriert von der Französin Vivian Flaus, deren Auftritt in Saarlouis ihn Ende 1974 faszinierte, beschloss der Vorsitzende Josef Uschold im Jahre 1975 den Aufbau einer Majorettengruppe in Hirschau. Am 10. August 1975 beim  Further Drachenstich marschierte das Majorettenkorps zum ersten Mal an der Spitze des Spielmannszuges. Seit 1978 nimmt die Majorettengruppe zusammen mit dem Orchester am Rosenmontagsumzug in Düsseldorf teil.
Im Rahmen der Gründung der Majorettengruppe trat man als Gründungsmitglied dem Tanzsportverband Deutscher Majorettengruppen bei (heute Deutscher Twirling-Sport-Verband). 2016 trat der Musikzug aus dem Verband aus, da die Kurse für die Majoretten nur mehr in zu großer Entfernung stattfinden.

## Überregionale Auftritte
- 1975: Steuben Parade New York
- Nach 1974 und 2004 nahm der Musikzug am 23. September 2007 zum dritten Mal am „Schützen- und Trachtenumzug“ zur Oktoberfesteröffnung in München teil, wo sie unmittelbar vor der Festkutsche des Münchner Stadtrates marschierten.
- 1985 und 1987 Auftritte im Partnerlandkreis Argyll and Bute – Schottland
- 1998 und 1999: Winterfinale in Hovden/Norwegen
- 2002: Auftritte im Partnerlandkreis Maintenon – Frankreich
- Mai 2009: Musikfestival in Nova Role in Tschechien.